# Червона лінія (Лісабонський метрополітен)
Червона лінія або Сходу (порт. Linha Vermelha ou do Oriente) — є однією з чотирьох ліній Лісабонського метрополітену. Кількість станцій — 7, довжина лінії — 6 км, час проїзду — 9 хв. Більша частина лінії проходить під землею, має лише один естакадний відрізок між станціями «Олаяш» і «Бела-Вішта». На сьогодні це єдина лінія Лісабонського метро, де поїзди мають тільки три вагони. Усі її станції мають посадкові платформи, розраховані на 6 вагонів, але шестивагонні поїзди планують запустити лише після відкриття західної дільниці лінії, що заплановано на 2009 рік (поїзди з шести вагонів пускають дуже рідко у вкрай напружені дні). 

## Історія будівництва[1]

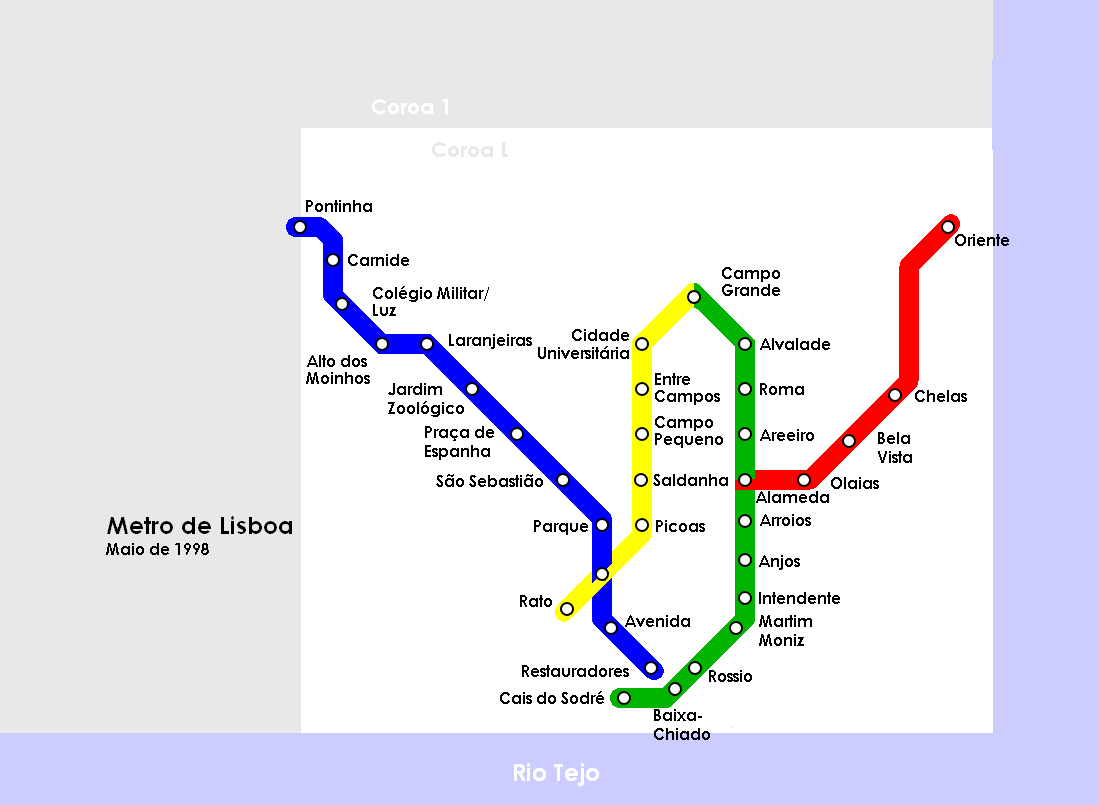
Діаграма у травні 1998 року

Перший відрізок Червоної лінії між станціями «Аламеда» (порт. Alameda) та «Оріенте» (порт. Oriente) був введений в експлуатацію 19 травня 1998 року. У той час він став продовженням Лісабонського метро у східному напрямку, з'єднавши португальську столицю з її східною частиною, де в тому ж році відбувалась міжнародна експозиція присвячена океанам EXPO'98.
Крім вже згаданої станції «Аламеда», що належить також до Зеленої лінії, було відкрито відразу 5 нових станцій: «Олаяш» (порт. Olaias), «Бела-Вішта» (порт. Bela Vista), «Шелаш» (порт. Chelas), «Олівайш» (порт. Olivais), «Оріенте» (порт. Oriente). Передостанню станцію цього відрузку, «Кабу-Руйву» (порт. Cabo Ruivo), було введено в експлуатацію через місяць — 18 червня 1998 року.
У 2006 році було розпочато будівельні роботи з пролонгації Червоної лінії у її західному напрямку, з метою з'єднати її з двома іншими лініями: Жовтою та Синьою (станції «Салданья» та «Сан-Себаштьяу» відповідно). Відкриття цього відрізку заплановане у 2009 році. Крім того, будується новий відрізок між кінцевою станцією «Оріенте» та міжнародним аеропортом «Портела» у північно-східній частині міста, але конкретні терміни завершення будівництва на офіційному сайті Лісабонського метрополітену, на жаль, не вказані.
| рік         | Пускові об'єкти                                            | Довжина |
| ----------- | ---------------------------------------------------------- | ------- |
| 1998        | Дільниця «Аламеда» — «Оріенте» (6 станцій, у т.ч. 5 нових) | 6,0 км  |
| 1998        | Введення в експлуатацію станції «Кабу-Руйву» (1 станція)   | -       |
| 2009 (план) | Дільниця «Сан-Себаштьяу» — «Аламеда» (2 станції)           | 1,8 км  |

## Перспектива розвитку
Планується продовження лінії до залізничної станції «Камполіде» приміського сполучення у західній частині міста, від станції «Сан-Себаштьяу».

## Галерея зображень

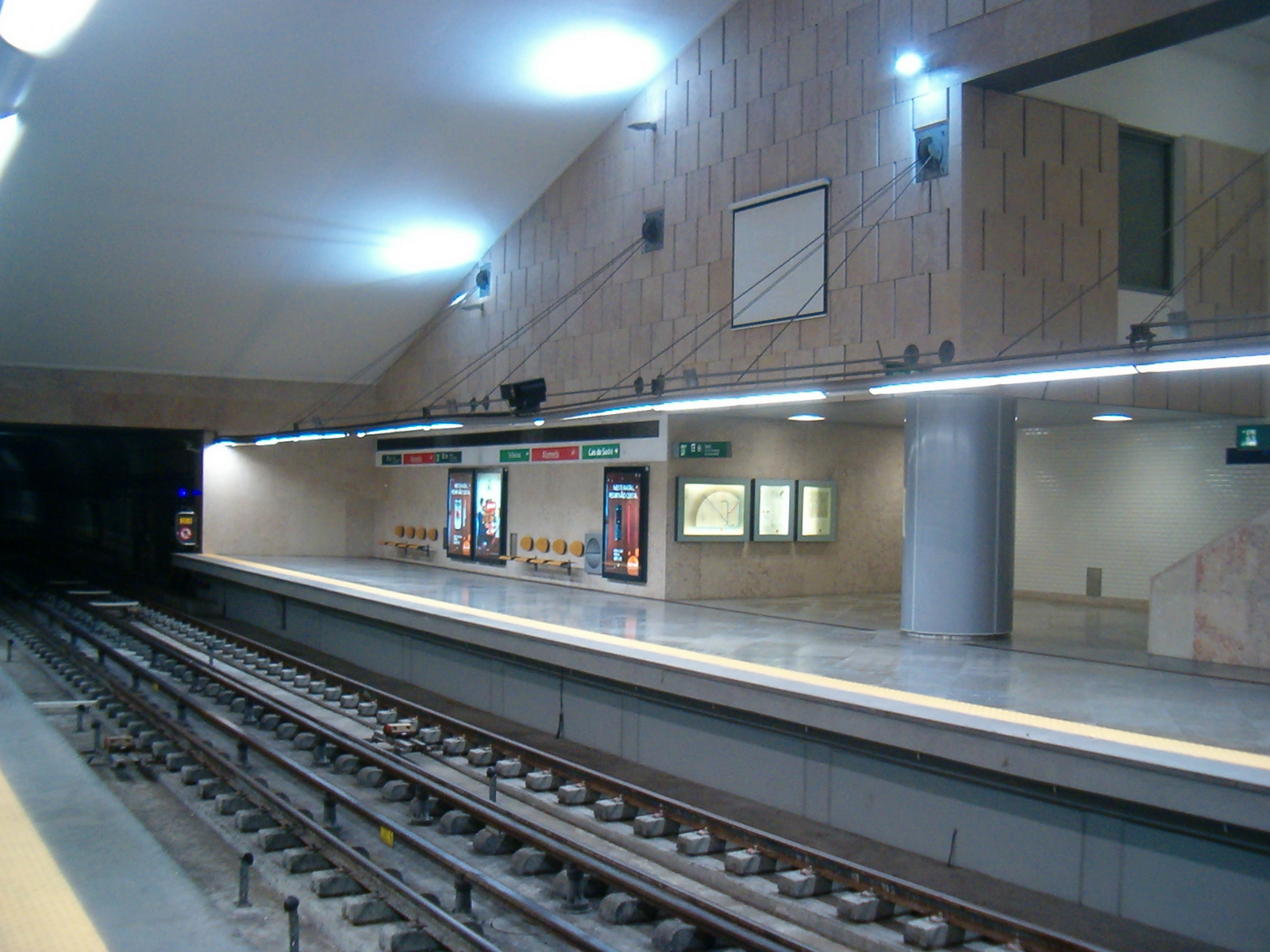
Головна зала станції «Аламеда»
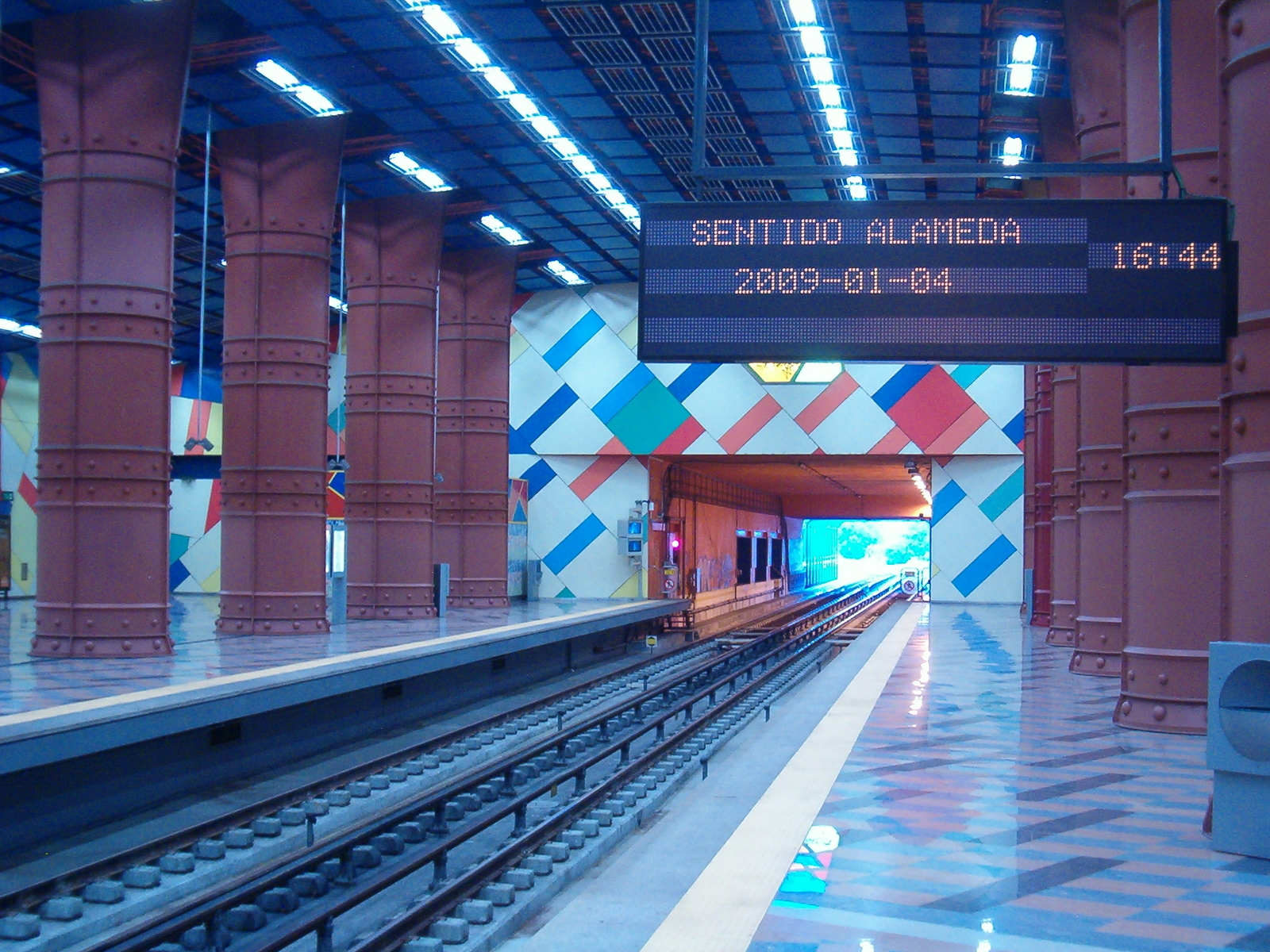
Головна зала станції «Олаяш»
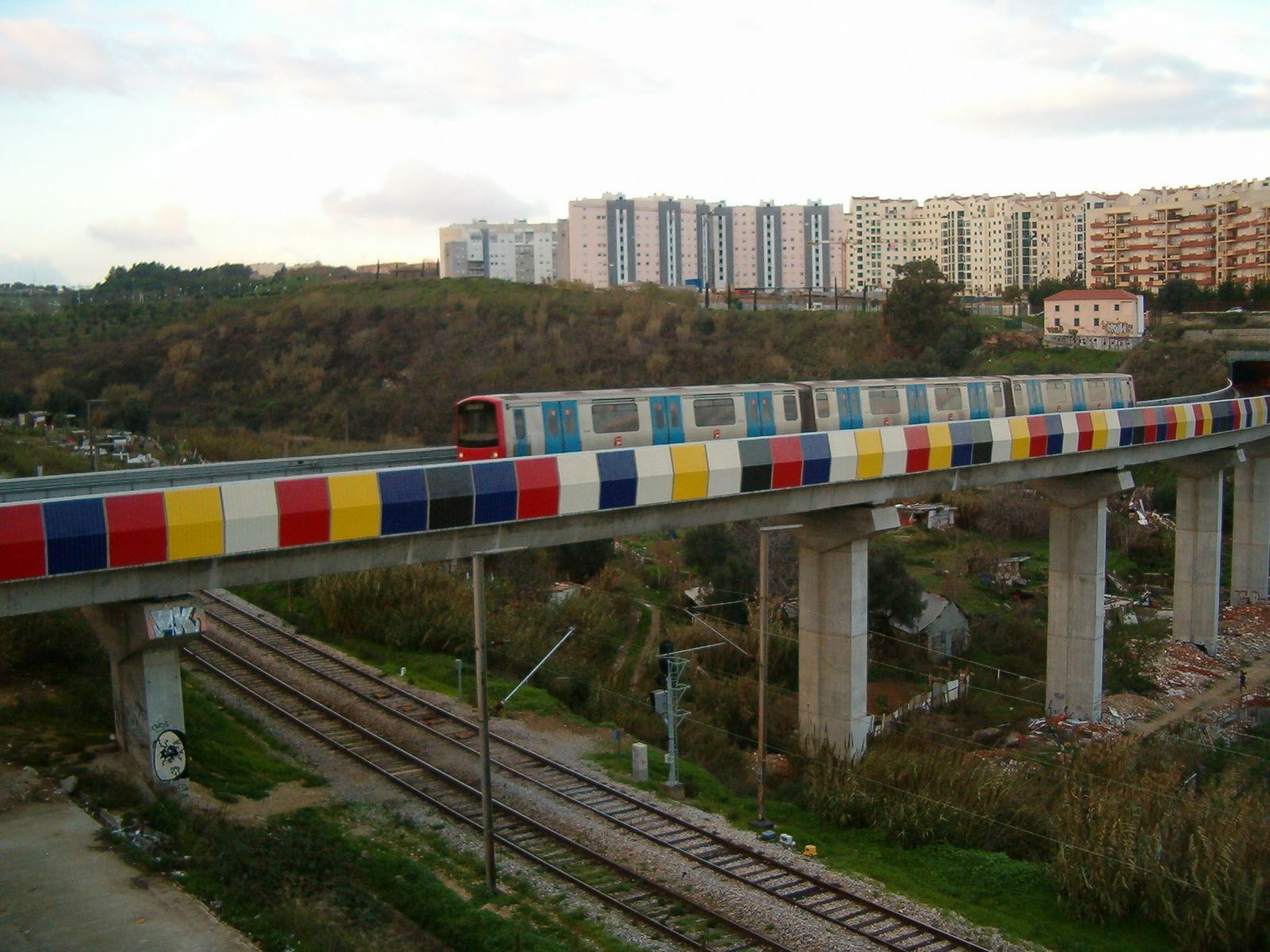
Естакадний відрізок між станціями «Олаяш» і «Бела-Вішта»
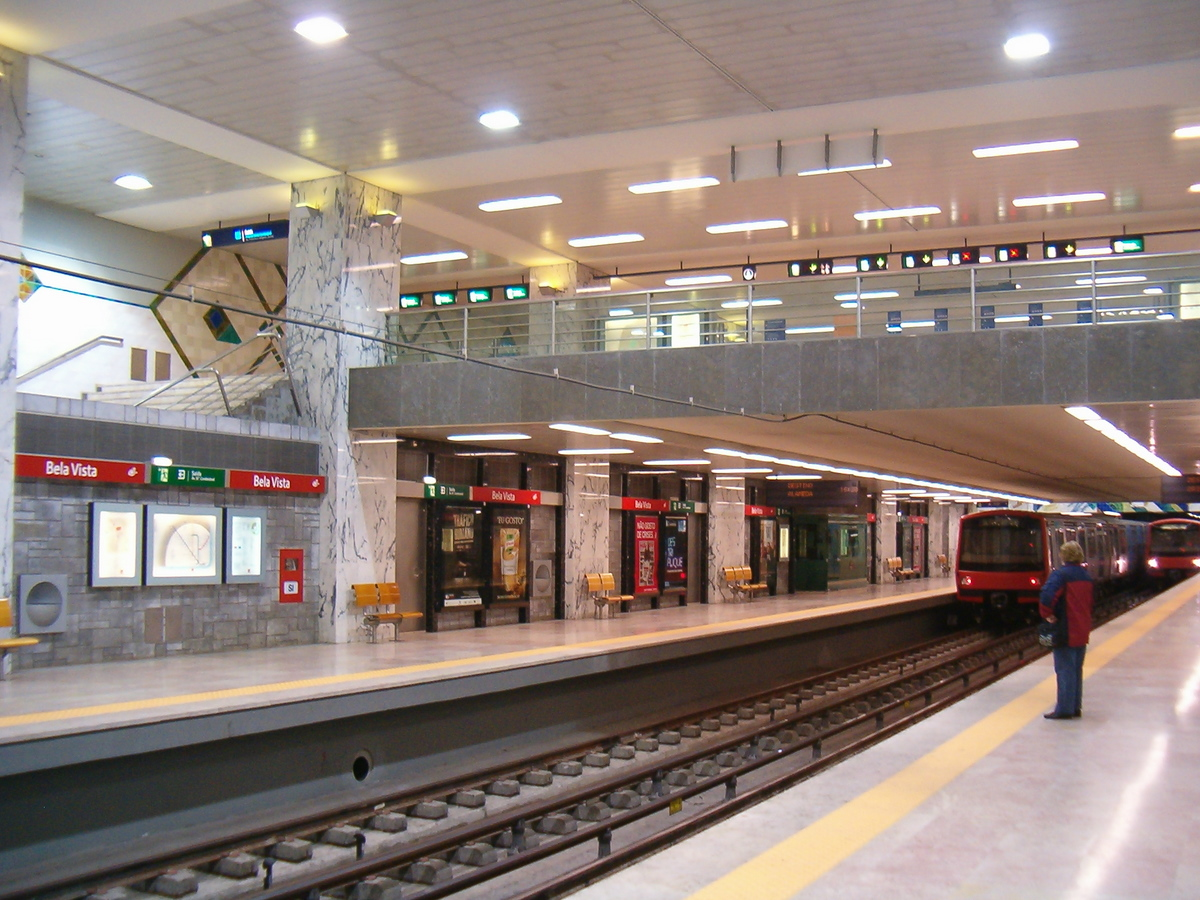
Головна зала станції «Бела-Вішта»
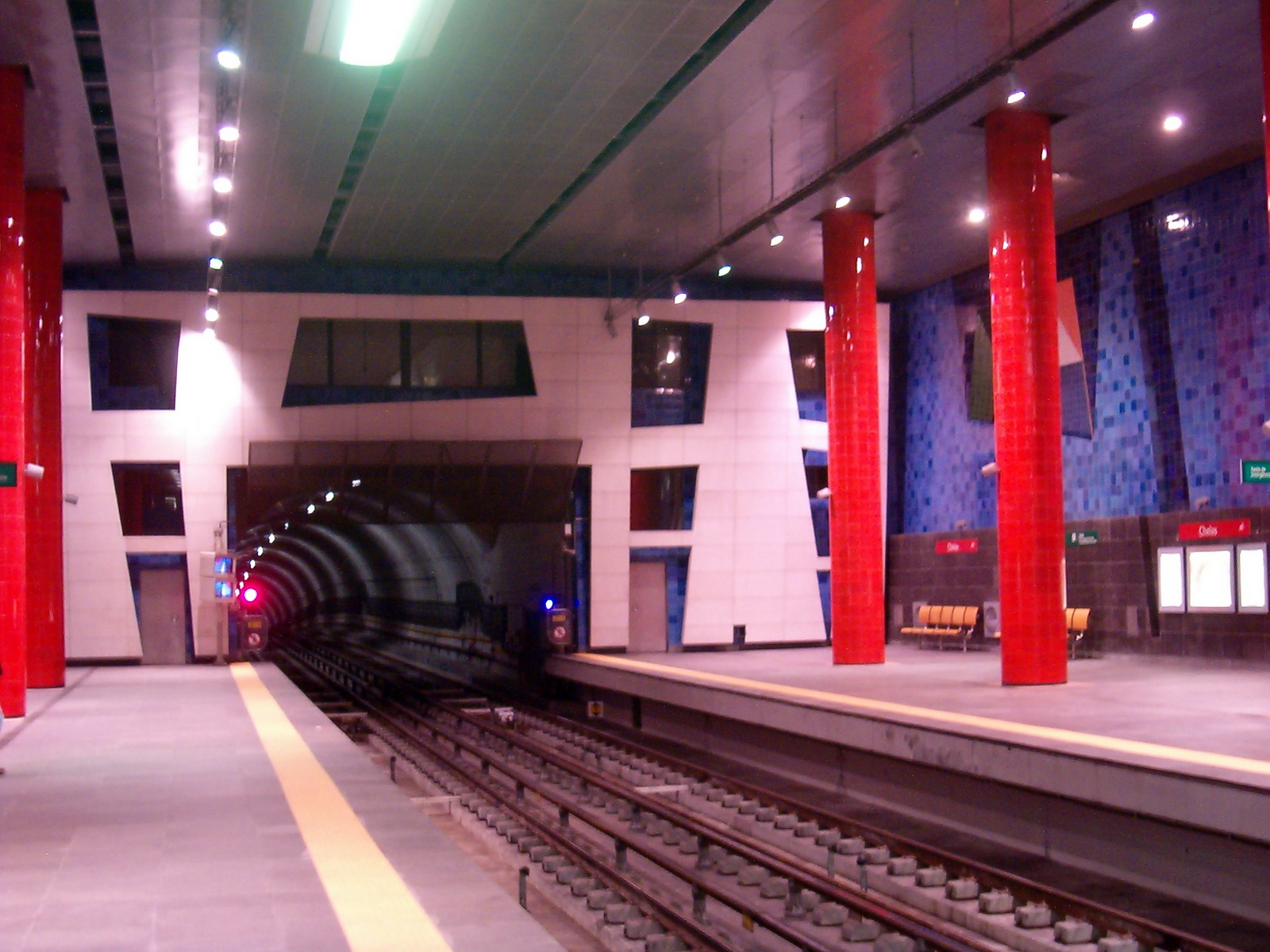
Головна зала станції «Шелаш»
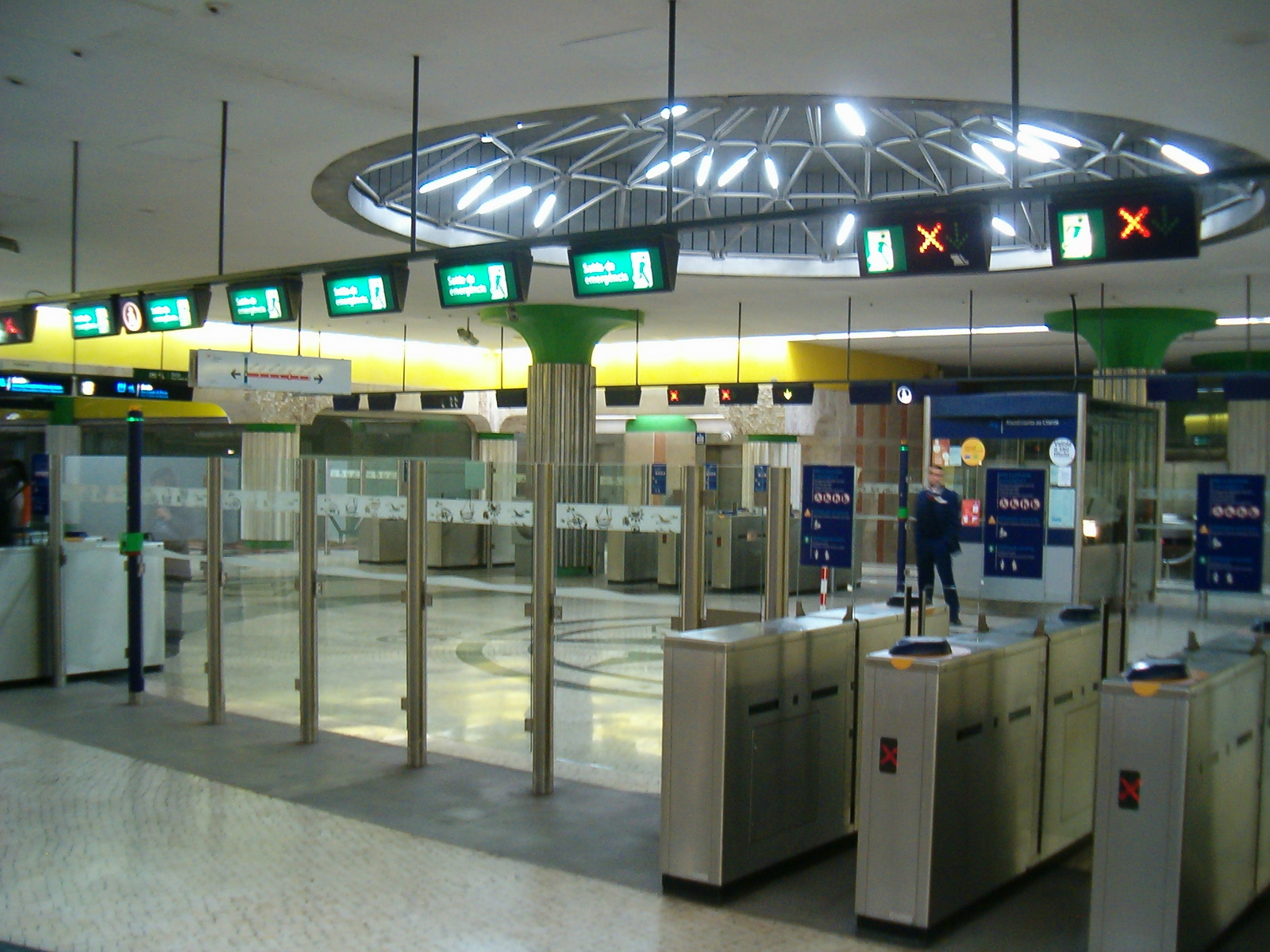
Вестибюль станції «Олівайш»
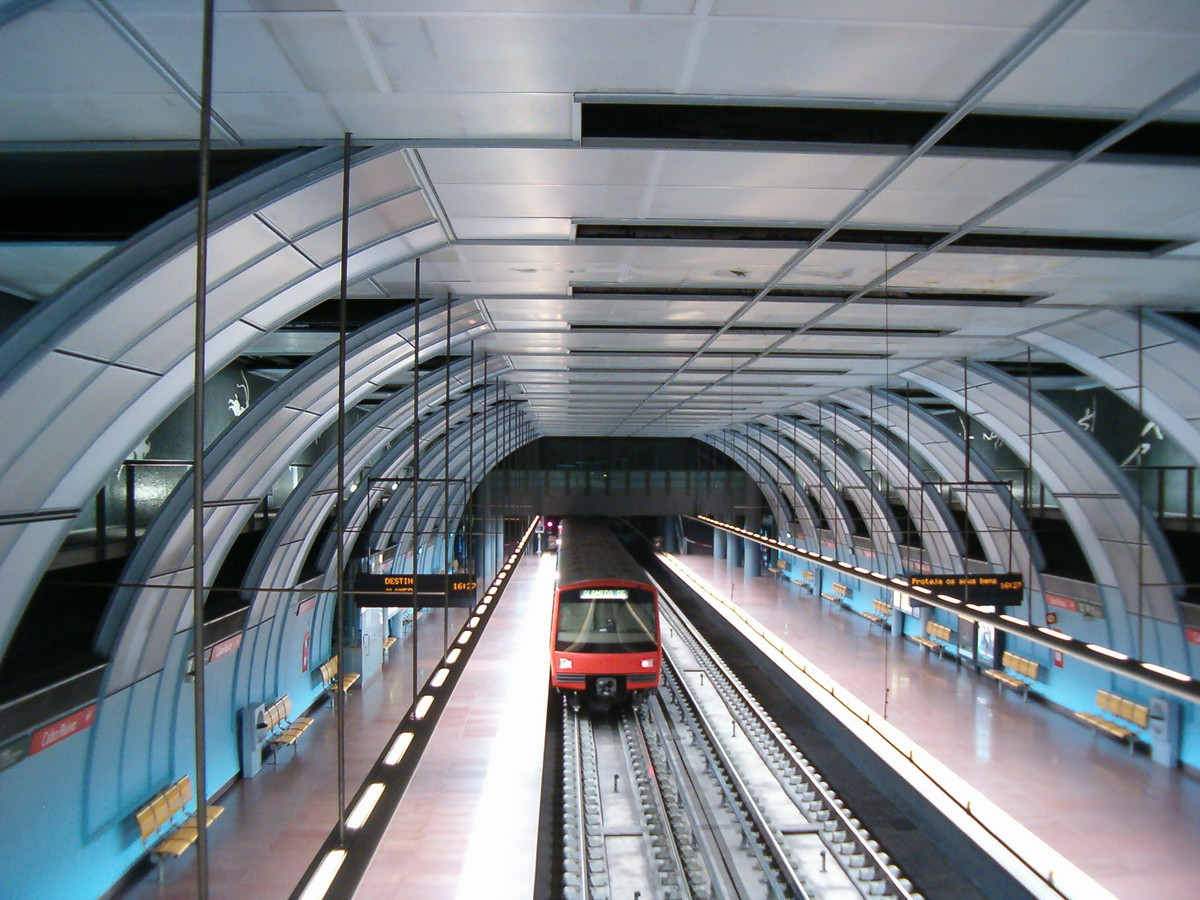
Прибуття поїзда на станції «Кабу-Руйву»
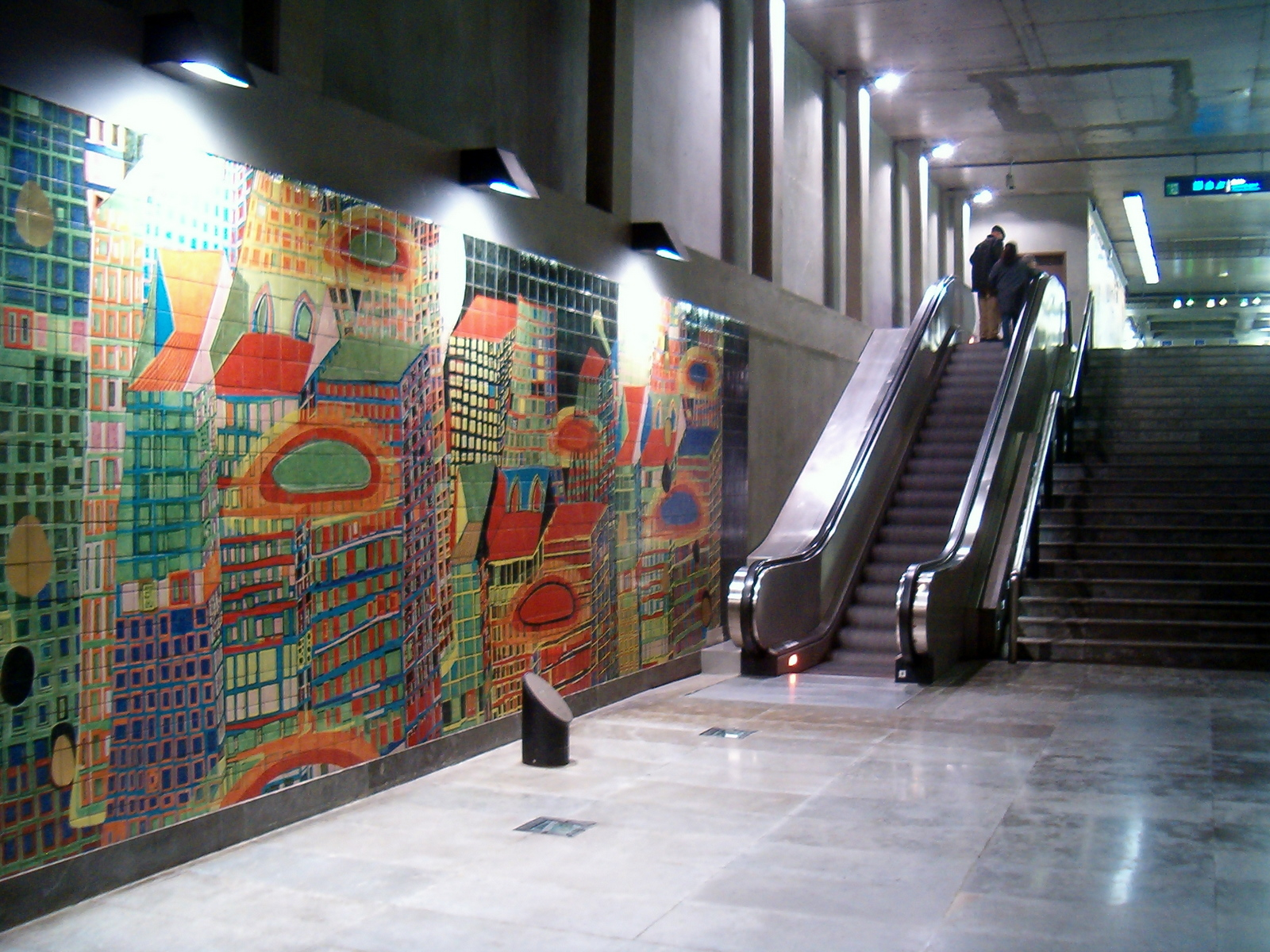
Декорація кінцевої станції лінії — «Оріенте»